# Bergenia emeiensis
Bergenia emeiensis là một loài thực vật có hoa trong họ Saxifragaceae. Loài này được C.Y.Wu ex J.T.Pan miêu tả khoa học đầu tiên năm 1988.